# 小野葉桜
小野 葉桜（おの はざくら、 明治12年（1879年）6月15日 - 昭和17年（1942年））は、日本の歌人。
本名・岩治（いわじ）。

## 略歴
宮崎県西郷村（現・美郷町）生まれ。1891年延岡の私学校「亮天社」に学ぶ。美々津小学校の代用教員を務めている時、延岡中学生だった若山牧水と知り合い親交を結ぶ。以来牧水やその仲間たちとの交流を通して、実作と歌論に情熱を傾ける。30歳のとき、人力車の事故で頭部に傷を負い後遺症のため作家活動を断念。1942年死去。生前は歌集も出版されず長い間忘れられた歌人であった。没後40年以上たった1987年、故郷の西郷村の人々を中心に遺稿歌集『哀しき矛盾』が出版された。